# فورزا هوريزون 4
فورزا هورايزن 4 (بالإنجليزية:Forza Horizon 4)، هي لعبة فيديو من نوع سباق السيارات، وهي الجزء الرابع من سلسلة فورزا هورايزن، صدرت اللعبة بتاريخ 2 أكتوبر 2018، وتعمل على منصات إكس بوكس ون مايكروسوفت ويندوز.

## روابط خارجية
- فورزا هوريزون 4 على موقع IMDb (الإنجليزية)

## الموقع الخارجي
- الموقع الرسمي
 (بالإنجليزية)